# 絳州直隸州
絳州直隸州，清代設置的直隶州。

绛州在山西省的位置（1820年）

评价：繁，難。隸山西省河東道。明朝时，绛州為平陽府屬州。領稷山縣、絳縣、垣曲縣。雍正二年（1724年），升直隸州，並割太平縣、襄陵縣、河津縣來隸，以絳縣屬平陽，垣曲縣屬解州直隸州。七年（1729年），又割聞喜縣、絳縣，垣曲縣復，而太平縣、襄陵縣還舊隸。領縣五：垣曲縣、聞喜縣、絳縣、稷山縣、河津縣。辛亥革命后，全国废府州厅改县，为与原绛县区别，改称新绛县。